# Claude Abbes
Claude Abbes   (Faugièiras, 24 de maig de 1927 - 15è districte de París, 11 d'abril de 2008) fou un futbolista i entrenador de futbol francès.
Jugava de porter. El seu principal club fou l'AS Saint-Étienne, club amb el qual guanyà la lliga francesa de l'any 1957, la primera lliga del club. Amb la selecció de França jugà dos Mundials els anys 1954 i 1958. En el darrer acabà en tercera posició.
Va morir l'11 d'abril de 2008.